# 274e Infanteriedivisie (Duitsland)
De Duitse 274e Infanteriedivisie (Duits: 274. Infanterie-Division) was een Duitse infanteriedivisie tijdens de Tweede Wereldoorlog. De divisie werd opgericht op 26 mei 1943. De eenheid deed in haar bestaan dienst in Noorwegen, waar het vooral belast was met de kustverdediging.
Op 8 mei 1945 werd de divisie na de overgave van Duitsland ontbonden.

## Bevelhebbers
- Generalleutnant Wilhelm Rußwurm (1 juni 1943 - 27 oktober 1944)
- Generalleutnant Kurt Weckmann (27 oktober 1944 - 8 mei 1945)

## Samenstelling
- Grenadier-Regiment 862
- Grenadier-Regiment 865
- Artillerie-Regiment 274
- Pionier-Bataillon 274
- Divisions-Nachrichten-Abteilung 274
- Divisions-Nachschubführer 274